# Wednesday (Band)
Wednesday war eine deutsch-englische Rock-Band. Sie wurde 1975 in Berlin gegründet und benannte sich Mitte der 1980er Jahre in Belcanto um. Danach löste sie sich auf. Im Jahre 2000 gab sie ein kurzes Comeback.

## Geschichte
Die Gruppe entstand aus dem Zusammentreffen von fünf Studiomusikern der West-Berliner Folkrockszene. Da man zu Beginn in einem  damaligen Musikclub Folk-Pub stets am Mittwoch probte, schlug einer der Club-Betreiber der Gruppe als Bandnamen „Wednesday“ vor.
Zunächst beeinflusst von Bands wie den Eagles und Crosby, Stills, Nash & Young war die Band um den Engländer Gary Gordon und den Afrodeutschen Chris Franklin ab 1976 ein beliebter Live-Act in West-Berlin. Sie war Vorband von Barclay James Harvest auf dem historischen Gratis-Konzert am 30. August 1980 vor dem Reichstagsgebäude in West-Berlin vor mehr als 100.000 Zuschauern.
Wednesday zeichnete sich durch fünfstimmig arrangierte Gesangsparts aus. Ihr größter Erfolg war das A-cappella-Stück Custer’s Last Dream, eine Komposition von Chris Franklin und arrangiert von Gary Gordon. Den Text schrieb Gyllianna, die Ex-Frau von Drummer Hübi. Bis heute wird es in Coverversionen veröffentlicht.
Ihre erste LP A Way to Get High erschien 1978 und wurde von Frank Zander produziert und in den Berliner Hansa-Studios aufgenommen.
Die zweite LP A New Morning erschien 1979 bei Polydor und wurde von Steve-Hackett-Produzent John Acock produziert. Aufgenommen wurde sie in den DGG-Studios, Hamburg und bei Dick James Music, London.
Nach dem Kurzauftritt vor dem Reichstag löste sich Wednesday 1980 auf, da über den weiteren musikalischen Weg keine Einigung erzielt werden konnte. Ein Teil der Musiker gründete kurz darauf die Band F.O.X.und nahm 1981 ein gleichnamiges deutschsprachiges Album auf. 1983 folgte eine DDR-Tournee. In 1983 spielten sie für Alphaville Hintergrundgesang für  “Big in Japan” ein.  1985 nannten sie sich für zwei Singles in Belcanto um und danach trennte man sich, wobei sich immer wieder die Wege in unterschiedlichsten Formationen kreuzten (z. B. Purple Haze, Past Perfect, Acoustic Hippies und Chris Franklin´s Good Company).

## Reunion 2000 bis 2003
Im Jahre 2001 gab die Band, verstärkt durch den Studiomusiker Chris Evans am Schlagzeug, ein Comeback-Konzert im Berliner Quasimodo und spielte auf weiteren Konzerten alte und neue Lieder. Drei Jahre später löste sie sich wieder auf.
Die zwei ehemaligen Bandmitglieder Chris Franklin und Detlef Goy treten mit Friedemann Benner und Ingolf Kurkowski unter dem Namen „Acoustic Hippies“ vor allem im Berliner Raum auf. Franklin ist zudem in der Formation „Chris Franklin’s Good Company“ aktiv.
Gitarrist Gary Gordon und Keyboarder Frank Turba sind seit 2007 Mitglieder der Berliner Coverband Past Perfect.

## Diskografie

### Alben
- 1977: A Way to Get High
- 1979: A New Morning

### Singles
- 1977: Back to the River / Ensenada
- 1978: Land of Milk and Honey / Custer’s Last Dream
- 1978: Springtime on Sunday / I’m Moving On
- 1979: This Train Is Going Nowhere / The Moses Scandal
- 1982: Custer’s Last Dream / You’re the Sea[1]

als Belcanto
- 1985: The Man Who Would Be King
- 1986: Only One Woman

## Trivia
Unter seinem bürgerlichen Namen Gary Cowtan zeichnete Gitarrist Gary Gordon für den Text zur Jack-White-Komposition Looking for Freedom verantwortlich. Mit dem Lied hatte David Hasselhoff 1989 einen seiner größten Erfolge.
Keyboarder Frank Turba sang 1983 die deutsche Version der von Jimmy Webb komponierten Titelmelodie des Zeichentrickfilms Das letzte Einhorn.
Schlagzeuger Hübi sang 1981 die deutsche Version von Jona Lewies Hit Stop the Cavalry als Das Lied von der Bundeswehr - Schwarz, Rot, Blond und Schnuckelig (Auftritt in der ZDF-Hitparade am 15. Juni 1981). Im Januar 2014 starb er 68-jährig an Darmkrebs.